# Devil's Disciples
Les Devil's Disciples étaient un club de motards criminalisé actif principalement au Québec dans les années 1960 et 1970. Connu pour sa radicalité, son implication dans le trafic de drogues et une guerre interne sanglante, ce groupe est considéré comme l'un des plus violents de son époque.

## Origines
Formé dans les années 1960 à Montréal, le groupe adopte le modèle des Hells Angels californiens, en se revendiquant du mouvement des « 1% », c'est-à-dire des motards se plaçant en marge des lois et des normes sociales. Ils refusèrent notamment de se joindre à l'association provinciale des clubs de motards fondée à l'initiative des Popeyes, jugeant incompatible leur idéologie suprémaciste avec une quelconque collaboration.
Les Devil's Disciples se distinguaient aussi par une posture intellectuelle atypique dans le milieu : ils auraient eu une affinité particulière pour des lectures comme L'Homme révolté d'Albert Camus, ce qui accentuait leur marginalité même au sein des groupes de motards.

## Conflits et rivalités
Dès la fin des années 1960, les Devil's Disciples sont engagés dans une rivalité violente avec les Popeyes, un club qui deviendra le premier chapitre canadien des Hells Angels à Sorel le 5 décembre 1977. Cette rivalité atteint un sommet en janvier 1969 lorsque deux membres des Popeyes sont abattus dans un restaurant de la rue Mentana.
Les affrontements entre les deux groupes sont marqués par des batailles à l’arme blanche, des fusillades et des actions de représailles dans les quartiers de Montréal et aux abords du port, où certains membres sont aussi impliqués dans des affaires de vols et de contrebande.

## Guerre intestinale et effondrement
Le groupe atteint son apogée au début des années 1970, contrôlant le marché des amphétamines, notamment via des laboratoires clandestins opérant au Québec et destinés aussi à l’exportation vers l'Ontario et les États-Unis. Le chef présumé de l'époque, surnommé « Johnny Halliday », aurait dirigé ces opérations avec une discipline stricte.
En 1975, une violente scission interne éclate lorsque Guy Filion, membre influent, quitte l’organisation après un différend avec Halliday, emportant avec lui une partie des membres et des fonds. Cette rupture déclenche une guerre fratricide qui fera au moins 25 morts sur près d'une décennie,.
Les hostilités culminent avec une série d’assassinats, d’attentats à la bombe et de disparitions mystérieuses, dont celle de cinq jeunes sympathisants de Halliday enlevés à la Brasserie D’Iberville et jamais retrouvés. La guerre se termine progressivement à la fin des années 1970. En 1976, Halliday est arrêté dans un laboratoire clandestin de Pointe-Calumet contenant 22 livres d’amphétamines. Il est condamné à six ans de prison.

## Résurgence et déclin
Bien que dissous officiellement en 1977, des tentatives de résurgence ont été observées dans les années 1990. Gilles Frenette, présumé chef du groupe à cette époque, est arrêté en 1997 à Mascouche dans le cadre d’une enquête de l’escouade Carcajou concernant un attentat à la bombe contre la discothèque Bubble à Terrebonne.
Les Devil's Disciples auraient alors été réactivés par des membres de Rock Machine comme solution de repli après l’échec du groupe Dark Circle. Malgré ces tentatives, la structure du groupe semble n’avoir jamais retrouvé son influence d’antan.